# Eduardo de Torres Taboada
Eduardo de Torres y Taboada, nacido  en Santiago de Compostela en 1851 y fallecido en La Coruña el 8 de enero de 1921,   fue un abogado y político español
miembro del Congreso de los Diputados durante 6 legislaturas por la fracción política canovista del  Partido Liberal-Conservador de Antonio Cánovas del Castillo.

## Biografía
Contrajo nupcias  con María Asunción Sanjurjo Flórez, condesa de Torre Penela, hija del matrimonio formado por  Pedro Sanjurjo Pérez y Clotilde Flórez de Losada Quiroga.
Su cuñada Clotilde casó con el político Antonio del Moral López.
Padres de tres hijos: Pedro, XI conde de Torre Penela,  Amalia y Josefa

## Diputado
Diputado provincial. Diputado nacional por el  distrito de Muros en las elecciones de 1891.
Diputado por el distrito de La Coruña en cinco legislaturas, de 24 de abril de 1899 a 14 de abril de 1910
Obtuvo 12.680 votos de los 22.049 emitidos en un censo electoral  de 28.852 electores.

## Senador
Senador por la provincia de La  Coruña en 1910, 1911, 1914 y 1915.